# Hippolyte Jamain (rose)
'Hippolyte Jamain' est un cultivar de rosier obtenu par le rosiériste français Lacharme en 1874. Il rend hommage à l'obtenteur et horticulteur parisien Hippolyte Jamain (1818-1884). Il est issu d'un semis de 'Victor Verdier' (Lacharme, 1859).

## Description
Cet hybride remontant présente de grandes fleurs d'un rose profond aux nuances carmin, très doubles en forme de coupe. Sa floraison est remontante.
Son buisson érigé s'élève à 150 cm pour une largeur de 90 cm.
Sa zone de rusticité est de 6b à 9b ; il résiste donc aux hivers rigoureux.
On peut notamment l'admirer à l'Europa-Rosarium de Sangerhausen. Cette rose a connu un certain succès sous la Troisième République par son coloris subtil, son aspect chiffonné et son parfum délicat.